# Montredon-Labessonnié
 Montredon-Labessonnié  (en occitano La Bessoniá (de Montredond)) es una población y comuna francesa, ubicada en la región de Mediodía-Pirineos, departamento de Tarn, en el distrito de Castres. Es el chef-lieu y mayor población del cantón de Montredon-Labessonnié.

## Demografía
| 2427 | 2327 | 2058 | 2167 | 2111 | 2030 |
| Para los censos de 1962 a 1999 la población legal corresponde a la población sin duplicidades (Fuente: INSEE [Consultar]) |      |      |      |      |      |